# LIII Krajowy Festiwal Piosenki Polskiej w Opolu
LIII Krajowy Festiwal Piosenki Polskiej w Opolu odbył się w dniach 3–6 czerwca 2016 roku w Amfiteatrze Tysiąclecia w Opolu.

## Koncert piosenek filmowych „Ta noc do innych jest niepodobna”
Źródło:
- Koncert odbył się 3 czerwca 2016.
- Koncert odbył się z okazji 120-lecia kinematografii, podczas którego zaprezentowane zostały piosenki z polskich filmów. Artystom towarzyszyła Polska Orkiestra Radiowa.
- Reżyseria i scenariusz: Halina Przebinda
- Prowadzący otwarcie Festiwalu: Katarzyna Kołeczek i Maciej Musiał.
- Występy poprzedzające właściwą część koncertu:
  - Krzysztof Cugowski & Piotr Kupicha & Pectus & Małgorzata Ostrowska & Ania Wyszkoni & Janusz Radek & Mietek Szcześniak & Robert Janowski – „Naiwne pytania” z repertuaru zespołu Dżem (z filmu Skazany na bluesa)
  - Stanisław Soyka & Natalia Przybysz & Soul City – „Są na tym świecie rzeczy” z repertuaru Stanisława Soyki
  - Justyna Panfilewicz & Mariusz Wawrzyńczyk (ubiegłoroczni zwycięzcy konkursu Debiuty) & Soul City – „Świecie nasz” z repertuaru Marka Grechuty
- Prowadzący: Antoni Królikowski, Antoni Pawlicki, Barbara Kurdej-Szatan (Basia tylko w zapowiedzi Roberta Janowskiego)

(W nawiasie podano film, z którego pochodzi piosenka)

### Lista wykonawców
| „Ta noc do innych jest niepodobna” | „Ta noc do innych jest niepodobna”   | „Ta noc do innych jest niepodobna”                                          | „Ta noc do innych jest niepodobna”     |
| Lp.                                | Wykonawca                            | Piosenka                                                                    | Wykonawca oryginalny                   |
| ---------------------------------- | ------------------------------------ | --------------------------------------------------------------------------- | -------------------------------------- |
| 1.                                 | Kayah                                | „Na pierwszy znak” (Szpieg w masce)                                         | Hanka Ordonówna                        |
| 2.                                 | Pectus                               | „Nie zadzieraj nosa” (Matka swojej matki)                                   | Czerwone Gitary                        |
| 3.                                 | Elektryczne Gitary                   | „Kiler” (ze zmienionym tekstem pod koniec utworu) (Kiler)                   | własny                                 |
| 4.                                 | Krzysztof Cugowski                   | „Nim wstanie dzień” (Prawo i pięść)                                         | Edmund Fetting                         |
| 5.                                 | Ania Wyszkoni                        | „Ta noc do innych jest niepodobna” (Wielka majówka)                         | Maanam                                 |
| 6.                                 | Edyta Bartosiewicz                   | „Opowieść” (Nigdy w życiu!)                                                 | własny                                 |
| 7.                                 | Marek Dyjak                          | „Jeszcze raz Vabank” (Vabank)                                               | Jacek Chmielnik                        |
| 8.                                 | Kasia Kowalska                       | „Pamiętasz była jesień” (Pożegnania)                                        | Sława Przybylska                       |
| 9.                                 | Mietek Szcześniak                    | „Już nie zapomnisz mnie” (Zapomniana melodia)                               | Aleksander Żabczyński (aktor)          |
| 10.                                | Mela Koteluk                         | „Miłość ci wszystko wybaczy” (Miłość ci wszystko wybaczy)                   | Hanka Ordonówna                        |
| 11.                                | Robert Janowski                      | „W nas i wokół nas” (Pora na czarownice)                                    | własny                                 |
| 12.                                | Varius Manx & Kasia Stankiewicz      | „Ruchome piaski” (Nocne graffiti)                                           | własny                                 |
| 13.                                | Robert Gawliński                     | „O sobie samym” (Prowokator)                                                | własny                                 |
| 14.                                | Janusz Radek & Mietek Szcześniak     | „Baby, ach te baby” (Zabawka)                                               | Eugeniusz Bodo                         |
| 15.                                | Janusz Radek & Barbara Kurdej-Szatan | „Tak bardzo się zmienił świat” (Małżeństwo z rozsądku)                      | Daniel Olbrychski & Elżbieta Czyżewska |
| 16.                                | Piotr Kupicha                        | „Umówiłem się z nią na dziewiątą” (Piętro wyżej)                            | Eugeniusz Bodo                         |
| 17.                                | Urszula                              | „Baw mnie” (Och, Karol)                                                     | Seweryn Krajewski                      |
| 18.                                | Halina Mlynkova                      | „Pod Papugami” (Matka swojej matki)                                         | Czesław Niemen                         |
| 19.                                | Katarzyna Nosowska                   | „Nim stanie się tak” (To ja, złodziej)                                      | Voo Voo                                |
| 20.                                | Ania Dąbrowska                       | „Nigdy nie mów nigdy” (Nigdy nie mów nigdy)                                 | własny                                 |
| 21.                                | Artur Gadowski & Ira                 | „Szczęśliwego Nowego Jorku” (Szczęśliwego Nowego Jorku)                     | własny                                 |
| 22.                                | Małgorzata Ostrowska                 | „Meluzyna” (Podróże pana Kleksa)                                            | własny                                 |
| 23.                                | Katarzyna Kołeczek                   | „Roztańczone nogi” (Hallo Szpicbródka, czyli ostatni występ króla kasiarzy) | Irena Kwiatkowska                      |
| 24.                                | Natalia Przybysz                     | „Ach, śpij kochanie” (Paweł i Gaweł)                                        | Adolf Dymsza & Eugeniusz Bodo          |

## Koncert „Debiuty 2016”
Źródło:
- Koncert odbył się 3 czerwca 2016.
- Reżyseria i scenariusz: Halina Przebinda
- Prowadzący: Katarzyna Kołeczek i Maciej Musiał
- Nagroda Polskiego Radia: Daria Zawiałow.
- Nagroda Publiczności (sms): Kortez „Od dawna już wiem”.
- Nagroda im. Anny Jantar „Karolinka” (jury): Daria Zawiałow „Malinowy chruśniak”.
- Skład jury:

Występy pozakonkursowe:
- Skubas i Katarzyna Nosowska – „Jeśli wiesz co chcę powiedzieć…”
- Grażyna Łobaszewska i Kayah – „Czas nas uczy pogody”
- Krzysztof Cugowski i Kasia Kowalska – „Jest taki samotny dom”

| „Debiuty” | „Debiuty”          | „Debiuty”                 |
| Lp.       | Wykonawca          | Piosenka                  |
| --------- | ------------------ | ------------------------- |
| 1.        | Kortez             | „Od dawna już wiem”       |
| 2.        | Bovska             | „Kaktus”                  |
| 3.        | Antek Smykiewicz   | „Pomimo burz”             |
| 4.        | Leski              | „Lepiej wcale”            |
| 5.        | SALK               | „Matronika”               |
| 6.        | Michał Sobierajski | „Dźwięk”                  |
| 7.        | Jóga               | „Cztery”                  |
| 8.        | Daria Zawiałow     | „Malinowy chruśniak”      |
| 9.        | Rootzmans          | „Ofiary zatrutego źródła” |
| 10.       | Zimowa             | „Oblizuje się”            |
| 11.       | Marta Zalewska     | „Skrzydła”                |

## Koncert „SuperPremiery 2016”
Źródło:
- Koncert odbył się 4 czerwca 2016.
- Reżyseria i scenariusz: Radek Kobiałko
- Prowadzący: Beata Chmielowska-Olech, Marek Sierocki i Maciej Orłoś
- W trakcie koncertu Premier obchodzone były 30 urodziny Teleexpressu i w ramach uczczenia zostało zaproszonych kilku gości specjalnych.

Występy pozakonkursowe:
- - Michał Szpak – „Jesteś bohaterem” (ubiegłoroczny lauret konkursu Premier)
„Color of Your Life”
  - Halina Frąckowiak – „Blaszane pudełko” (premiera w Opolu)
  - Włodek Pawlik – „Night in Calisia”

Wiązanka Teleexpressowych Polskich Hitów w duetach:
- - Ruda – „Zawsze tam, gdzie ty” (z repertuaru zespołu Lady Pank)
  - Kasia Stankiewicz – „Orła cień” (z repertuaru zespołu Varius Manx)
  - Soul City - „Statki na niebie” (z repertuaru zespołu De Mono)
  - Barbara Kurdej-Szatan & Rafał Szatan – „Baśka” (z repertuaru zespołu Wilki)
  - Sarsa – „Długość dźwięku samotności” (z repertuaru zespołu Myslovitz)
  - Soul City - „Na falochronie” (z repertuaru zespołu Emigranci)
  - Szymon Chodyniecki – „Prawie do nieba” (z repertuaru Roberta Chojnackiego & Andrzeja Piasecznego)
  - Grzegorz Skawiński – „Black & White” (z repertuaru zespołu Kombi)
  - Margo – „Świat się pomylił” (z repertuaru Patrycji Markowskiej)
- Nagroda Polskiego Radia: Varius Manx & Kasia Stankiewicz
- Nagroda Radia Opole: Wilki
- Diamentowy Mikrofon Polskiego Radia: Halina Frąckowiak
- Nagroda Teleexpressu: Włodek Pawlik
- Nagroda za muzykę (ZAiKS): Robert Janson  „Ameryka”.
- Nagroda za słowa do piosenki (ZAiKS): Jacek Szymkiewicz „Ameryka”.
- Nagroda „SuperPremiery” (jury): Varius Manx & Kasia Stankiewicz „Ameryka”.
- Nagroda publiczności im. Karola Musioła: Mesajah  „Wolne”.
- Skład jury: Marek Dutkiewicz, Tomasz Szymuś, Piotr Iwicki,  Mirosław Pietrucha i Ewa Nowicka

| „SuperPremiery” | „SuperPremiery”                 | „SuperPremiery”                  |
| Lp.             | Wykonawca                       | Piosenka                         |
| --------------- | ------------------------------- | -------------------------------- |
| 1.              | Feel                            | „Swoje szczęście znam”           |
| 2.              | Mateusz Mijal                   | „Szkło i lód”                    |
| 3.              | Loka                            | „Tańczę sam”                     |
| 4.              | Mesajah                         | „Wolne”                          |
| 5.              | Szymon Chodyniecki              | „Z całych sił”                   |
| 6.              | Kasia Wilk                      | „Światłocień”                    |
| 7.              | Janusz Radek                    | „Żałuję każdego dnia bez ciebie” |
| 8.              | Red Lips                        | „Tu i teraz”                     |
| 9.              | Dominika Barabas                | „Andy”                           |
| 10.             | Varius Manx & Kasia Stankiewicz | „Ameryka”                        |
| 11.             | Wilki                           | „Przez dziewczyny”               |

## Koncert „SuperJedynki 2016”
- Koncert odbył się 4 czerwca 2016.
- Reżyseria i scenariusz: Radek Kobiałko
- Prowadzący: Beata Chmielowska-Olech, Marek Sierocki i Maciej Orłoś
- Była to ostatnia edycja tego plebiscytu publiczności, gdyż w latach kolejnych została zastąpiona przez formułę „Od Opola do Opola”.
- W pięciu kategoriach tj. zespół, artysta, album, przebój, artysta w sieci o wyborze zwycięzców decydowała publiczność

Nominowani oraz ich wykonania w trakcie koncertu SuperJedynek:
„SuperZespół”
- Kombii – Medley przebojów „Black & white”, „Jak pierwszy raz” i „Słodkiego miłego życia”.
- Pectus – „Pozór albo nic” (w duecie z Grażyną Łobaszewską, otrzymali Złotą Płytę za album „Kobiety”

Statuetkę wręczył Artur Orzech.
- - Zwycięzca – Kombii.

„SuperArtysta”
- Kortez – „Dla mamy”
- Michał Szpak – „Byle być sobą”, otrzymał Platynową Płytę za singiel „Color of your life”

Statuetkę wręczyli Halina Frąckowiak i Henryk Baranowski.
- - Zwycięzca – Michał Szpak

„SuperArtysta w sieci”
- Sarsa – „Zapomnij mi”, „Naucz mnie”, otrzymała Złotą Płytę za album „Zapomnij mi”
- Marcelina – „Karmelove”, „Nie mogę zasnąć”

Statuetkę wręczył Radek Kobiałko
- - Zwycięzca – Sarsa
- Nagroda dodatkowa PGNiG od pozytywnej sieci dla Artysty w sieci wręczyli Sławomir Szmal i prezes PGNiG Janusz Kowalski, a otrzymała ją Marcelina

„SuperArtystka”
- Stanisława Celińska – „W imię miłości”, otrzymała podwójną Platynową Płytę za album „Atramentowa”
- Ania Dąbrowska – „Nieprawda”, otrzymała Platynową Płytę za album „Dla naiwnych marzycieli”

Statuetkę wręczyła Barbara Kurdej-Szatan.
- - Zwycięzca – Ania Dąbrowska
- Nagrodę specjalną NCCP wręczyli Rafał Poliwoda i Agnieszka Jurewicz, a otrzymała ją Stanisława Celińska
- Nagrodę specjalną Super Expressu wręczył redaktor naczelny Sławomir Jastrzębowski, a otrzymała ją  Stanisława Celińska
- Nagrodę specjalną Honorowy Złoty Mikrofon Polskiego Radia wręczył redaktor naczelny Rafał Porzeżyński, a otrzymała ją  Stanisława Celińska

„SuperAlbum”
- Andrzej Piaseczny za „Kalejdoskop” - „Do kołyski” (z repertuaru zespołu Dżem i Macieja Balcara)
- Ania Dąbrowska za „Dla naiwnych marzycieli”

- „W głowie”
Statuetkę wręczył Włodzimierz Pawlik.
- - Zwycięzca – Andrzej Piaseczny

## Kabaret „Waldemar Malicki i Filharmonia Dowcipu”
- Widowisko muzyczne Waldemara Malickiego w ramach przedstawienia muzyczno-kabaretowego  Filharmonia Dowcipu.
- Koncert odbył się 5 czerwca 2016.
- Reżyseria i scenariusz: Jacek Kęcik
- Prowadzący: Waldemar Malicki
- W trakcie tego wydarzenia soliści prezentowali zarówno utwory operowe, muzyki klasycznej jak i popularne polskie i światowe hity m.in.: „Brunetki,blondynki”, „Prząśniczki”, „Highway to hell”, „Gummybear”.
- Nagroda Artysta bez granic dla twórców Filharmonii Dowcipu

## Koncert „Grand Prix Publiczności – Złote Opole”
- Koncert przebojów festiwalu w Opolu, o wyborze których zadecydowali widzowie, głosując na swoje typy spośród 53 propozycji. Artystom towarzyszyła przy wykonywaniu utworów Polska Orkiestra Radiowa.
- Koncert odbył się 5 czerwca 2016.
- Prowadzący: Artur Orzech

Występ pozakonkursowy:
- - Trubadurzy w trakcie głosowania sms-owego przypomnieli swoje największe przeboje „Znamy się tylko z widzenia”, „Kasia” oraz „Będziesz Ty”.
- Nagroda Grand Prix Publiczności: Michał Szpak „Jesteś bohaterem”
- Nagroda dziennikarzy i fotoreporterów: Kasia Stankiewicz
- Nagroda Platynowa Telekamera od "Tele Tygodnia": Doda

### Lista wykonawców
| „Grand Prix Publiczności – Złote Opole” | „Grand Prix Publiczności – Złote Opole”                          | „Grand Prix Publiczności – Złote Opole”                   |
| Lp.                                     | Wykonawca                                                        | Piosenka                                                  |
| --------------------------------------- | ---------------------------------------------------------------- | --------------------------------------------------------- |
| 1.                                      | Janusz Radek                                                     | „Dziwny jest ten świat” (z repertuaru Czesława Niemena)   |
| 2.                                      | Ryszard Rynkowski                                                | „Wypijmy za błędy”                                        |
| 3.                                      | Natalia Szroeder                                                 | „Lustra”                                                  |
| 4.                                      | WIEKO i Majka Jeżowska i Wanda Kwietniewska i Andrzej Sikorowski | „Dni, których nie znamy” (z repertuaru Marka Grechuty)    |
| 5.                                      | Varius Manx & Kasia Stankiewicz                                  | „Orła cień”                                               |
| 6.                                      | Wilki                                                            | „Baśka”                                                   |
| 7.                                      | Pustki                                                           | „O krok”                                                  |
| 8.                                      | Edyta Bartosiewicz                                               | „Zegar”                                                   |
| 9.                                      | Doda                                                             | „Nie daj się”                                             |
| 10.                                     | Lombard                                                          | „Przeżyj to sam”                                          |
| 11.                                     | Maryla Rodowicz                                                  | „Niech żyje bal”                                          |
| 12.                                     | Andrzej Piaseczny                                                | „Chodź, przytul, przebacz”                                |
| 13.                                     | Krystyna Prońko                                                  | „Jesteś lekiem na całe zło”                               |
| 14.                                     | Piersi                                                           | „Bałkanica”                                               |
| 15.                                     | Ania Dąbrowska                                                   | „Uciekaj moje serce” (z repertuaru Seweryna Krajewskiego) |
| 16.                                     | Halina Frąckowiak                                                | „Bądź gotowy dziś do drogi”                               |
| 17.                                     | Kombii                                                           | „Pokolenie”                                               |
| 18.                                     | Patrycja Markowska                                               | „Świat się pomylił”                                       |
| 19.                                     | Justyna Steczkowska                                              | „Dziewczyna Szamana”                                      |
| 20.                                     | Michał Szpak                                                     | „Jesteś bohaterem”                                        |
| 21.                                     | Tadeusz Woźniak                                                  | „Zegarmistrz światła”                                     |

W 1 etapie głosowania, które trwało do 15 kwietnia odpadły następujące propozycje:
Dawid Podsiadło „W dobrą stronę” 
Lady Pank „Mniej niż zero”
Happysad „Zanim pójdę”
Zakopower „Boso”
Bajm „Ta sama chwila”
Coma „Los, cebula i krokodyle łzy”
Perfect „Autobiografia”
Enej „Skrzydlate ręce”
Golec uOrkiestra „Ściernisko”
Aya RL „Skóra”
Edyta Górniak „To nie ja”
Margaret „Smak radości”
Republika „Biała flaga”
O.N.A. „Kiedy powiem sobie dość”
Maanam „Szare miraże”
O.S.T.R. „Po drodze do nieba”
Kasia Kowalska „Spowiedź”
Michał Bajor „Ogrzej mnie”
Vavamuffin „Jah jest prezydentem”
Zbigniew Wodecki „Rzuć to wszystko co złe”
Czarno-Czarni „Nogi”
Fisz Emade Tworzywo „Pył”
Andrzej Zaucha „Byłaś serca biciem”
Monika Brodka „Granda”
Budka Suflera „Bal wszystkich świętych”
T.Love „King”
Kayah „Testosteron”
Kaliber 44 „Fresh”
Paweł Kukiz „Całuj mnie”
Basia Stępniak-Wilk & Grzegorz Turnau „Bombonierka”
Maciej Maleńczuk „Ostatnia nocka”
Wojciech Młynarski „Jesteśmy na wczasach”
Paktofonika „Chwile ulotne”

## „Scena alternatywna”
- Koncert wykonawców muzyki alternatywnej, zaproszonych przez TVP Kultura.
- Koncert odbył się w poniedziałek 6 czerwca 2016.

Lista wykonawców:
- Kortez
- Pablopavo i Ludziki
- Katarzyna Nosowska
- Ballady i Romanse
- Ralph Kaminski
- Karolina Skrzyńska
- Zamilska